# ان‌جی‌سی ۷۰۷۳
ان‌جی‌سی ۷۰۷۳ (انگلیسی: NGC 7073) یک کهکشان مارپیچی است که در فاصله ۲۳۰ میلیون سال نوری از زمین در صورت فلکی بزغاله قرار دارد. کهکشان NGC 7073 توسط ستاره شناس آلبرت مارت در ۲۵ اوت ۱۹۶۴ کشف شد.